# 轮小卷蛾属
轮小卷蛾属（学名：Falkovitshella）是绢蛾科下的一个属。

## 下属物种
本属包括以下物种：
- 兴都库什轮小卷蛾 Falkovitshella hindukushi Passerin d'Entrèves & Roggero, 2013[2]